# Oswald Tuchsenhauser
Oswald Tuchsenhauser (* vor 1420; † Januar/Mai 1462) war Mitglied des namensgebenden Adels der Tuchsenhauser und war einst Rat des Herzoges Ernst von Bayern-München und übernahm  die Leitung der Kanzlei. Der Tuchsenhauser war für die Abwicklung der inneren Geschäfte der herzoglichen Kanzlei von Bayern-München zu ständig. Ab den 1420er-Jahren trat er zunehmend in Funktion eines Landadeligen auf, der mehrere Landbesitzer und Güter erwarb. Ab 1430 siegelte er unter dem 38. Freibrief des Herzogtums und gehörte fortan der Ritterschaft von Bayern-München an.

## Herkunft
Die historische Herkunft der Tuchsenhauser lässt sich nicht erklären. Oswald der Tuchsenhauser war der erste Namensgeber des Adels und wurde 1420 erstmals erwähnt.

### Familie
Oswald der Tuchsenhauser hatte eine Schwester Elsbeth. Diese heiratete 1423 ihren Mann Hans Holstainer zu Kirchdorf. Der Tuchsenhauser selbst heiratete 1426 seine Frau Margarete Wildeggerin. Mit ihr hatte er mindestens neun Kinder. Als Erstgeborene galt Tochter Margarethe (* 1430; † Juli 1493), diese verstarb kinderlos. Hans der Tuchsenhauser (* vor 1434; † vor 1498) war erstgeborener Sohn und wurde 1470 als Patronatsherr der Pfarrkirche St. Martin zu Eglfing erwähnt. Tochter Anna (* 1435; † nach 1500) verstarb kinderlos. Jakob der Tuchsenhauser (* 1438; † nach 1513) war Junker, Rat und Diener des Herzogs Christoph. 1498 wurde er als Richter der Stadtgerichte Pähl und Weilheim erwähnt. Sigmund Tuchsenhauser (* 1439; † 1500) war Pfleger zu Viechtach und erlangte 1498 den Ritterschlag. Dorothea (* 1442; † 1514) heiratete Hans Auerberg zu Sattelberg. Ursula (* 1444; † nach 1514) heiratete Hans Wildner zu Aichach. Martha (* nach 1444; † 1499) ging mit Paul von Freyberg zu Mickhausen das Ehebündnis ein. Pankraz der Tuchsenhauser (* nach 1444; † um 1506) stand in österreichischen Diensten.
Aus diesen neun Kindern gingen 11 Enkelkinder hervor. Davon weist Cosmas der Tuchsenhauser  (* vor 1498; † 1521) die tragischste Geschichte auf. Er war Sohn von Hans d. Tuchsenhauser und Anna Hammersbacherin. Der Tuchsenhauser galt als erfahrener Kriegsmann und führte Fehde und Reitereien gegen Reichsstädte. 1521 wurde er auf dem Wormser Reichstag enthauptet. Veit Tuchsenhauser († 1553) war vermutlich uneheliches Kind von Sigmund Tuchsenhauser. Er war Domherr von Augsburg und Probst des Chorstifts Pfaffenmünster. Er gilt als letzter Tuchsenhauser.

## Wirken
1420 wurde Oswald Tuchsenhauser als Schreiber des Herzogs Ludwig VII. von Bayern-Ingolstadt genannt. Nach dem Ende des Bayerischen Krieges (1422) begleitete der Tuchsenhauser den Herzog in die Verbannung nach Ungarn. 1423 trat er als Zeuge in Ungarn auf. In diesem Zusammenhang wurde er als Priester des Augsburger Bistums bezeichnet. Im gleichen Jahr heiratete seine Schwester Elsbeth den Adelsmann Hans Holnstainer. Zu diesem Anlass bat der Tuchsenhauser den Herzog um Urlaub, aufgrund der Anteilnahme zur Hochzeit. Der Herzog verweigerte dies und der Tuchsenhauser verließ das herzogliche Lager eigenmächtig. Ende 1423 trat er in die Kanzlei des Herzogs Ernst von Bayern-München ein. 1425 übernahm er die Leitung der Kanzlerschaft. 1426 wurde er als Teil herzoglichen Rates erwähnt. Im selben Jahr heiratete er Margarethe Wildeggerin (Enkelin von Cosmas Fraßhauser). Durch dieses Ehebündnis wurden ihn viele Landbesitze zu gesprochen, darunter auch die Besitztümer des Fraßhauser Adels. 1430 siegelte er unter der Ritterschaft des Herzogtums Bayern. 1431 erwarb der das Landsassengut Pleißenburg, das fortan als Sitz der Tuchsenhauser galt. 1438 erlosch die herzogliche Kanzlerschaft. Ab dem Jahr 1446 übte Oswald Tuchsenhauser keine amtliche Funktion im Herzogtum aus. 1452 wurde er mit Frau und Kindern in die Bruderschaft des Klosters Polling aufgenommen. Zugleich stiftete er auch dadurch seine Grabstätte in der Heilig-Kreuz-Kirche von Polling. Zwischen Januar und Mai 1462 starb Oswald der Tuchsenhauser.